# Scarabaeidae
Gli scarabeidi (Scarabaeidae Latreille, 1802) sono una famiglia dell'ordine dei Coleotteri comprendente più di 20.000 specie, di cui oltre 300 presenti in Europa e 200 in Italia.

## Morfologia

### Adulto

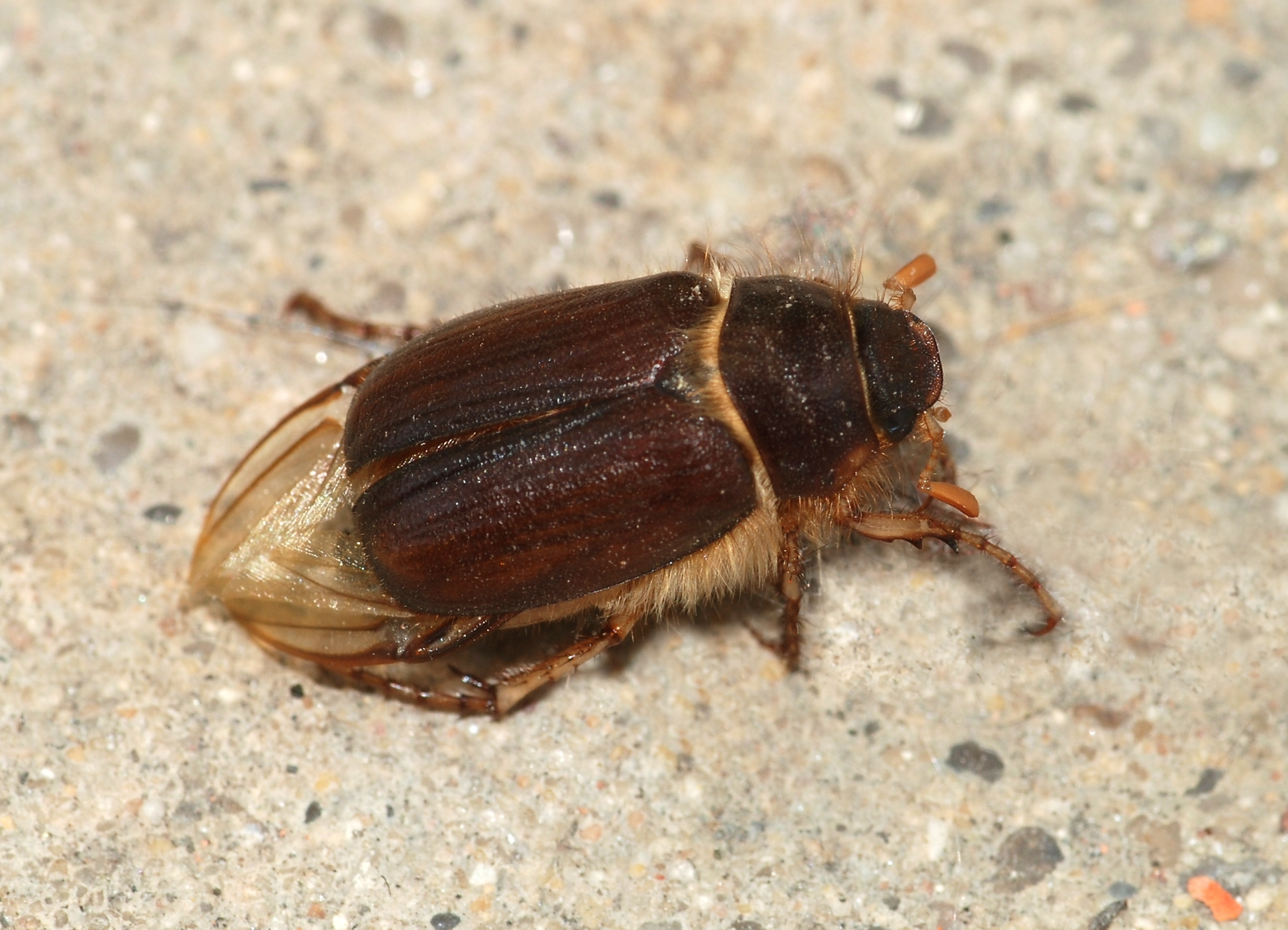
Rhizotrogus aestivus.

Gli Scarabeidi sono caratterizzati dal possedere antenne lamellate non genicolate (come i Lucanidi), né arrotolabili (come i Passalidi).

Tali antenne sono costituite da un funicolo con una clava di 3-7 articoli mobili e lamelliformi. Talora queste lamelle possono essere molto lunghe e vengono dette flabellate.
Quando l'insetto è inattivo, esse sono tenute racchiuse a forma di clava o a palla, ma vengono dispiegate a ventaglio quando l'insetto entra in attività. 
Queste antenne consentono agli scarabeidi un senso dell'olfatto acutissimo.

Gli scarabeidi possiedono un corpo relativamente robusto e forte. Le loro dimensioni variano da pochi millimetri a 15 e più centimetri (Dynastinae, Goliathini). Appartiene a questa famiglia il coleottero più lungo finora conosciuto, lo Scarabeo Ercole.

Alcuni gruppi (Coprini e Onthophagini, molti Dynastinae, Cetoniinae e Goliathini) sono caratterizzate dal possedere sul capo o sul torace corna molto sviluppate e prominenti, spesso utilizzate per le lotte durante la conquista di una compagna.
 
Le tibie sono spesso dentate e munite di un solo sperone apicale. Talvolta (Melolonthinae) solo le tibie anteriori delle femmine sono dentate, mentre quelle dei maschi sono lisce.
 
La formula tarsale è 5-5-5, ma talvolta i tarsi anteriori sono ridotti o scomparsi (Scarabaeus, Onitis).

L'addome presenta l'ultimo urotegite (VIII) e talora anche il precedente ispessiti a costituire un 'pigidio' e un 'prepigidio' spesso non ricoperti dalle elitre.
 
In molte specie è frequente il dimorfismo sessuale, che si manifesta attraverso un ventaglio delle antenne più lungo (Melolonthinae), corna e appendici cefaliche e/o toraciche (Dynastinae, Coprini, Onthophagini), zampe più allungate (Euchirini) o di forma differente (Melolonthinae).

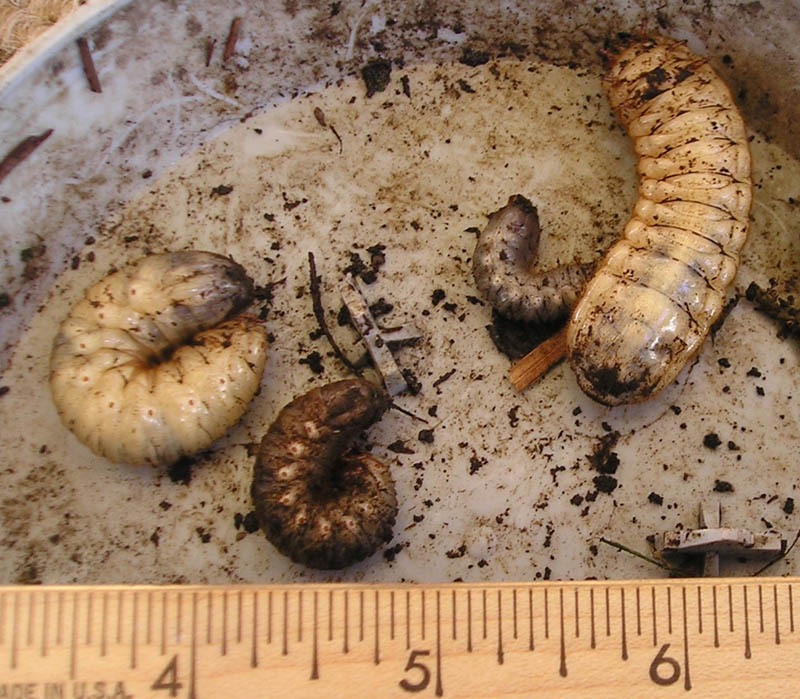
Larve di Scarabaeidae.

.

### Larva
Le larve posseggono una caratteristica forma che per analogia viene detta "melolontoide": sono bianche o giallo paglierino, col corpo molle e sempre ricurvo a forma di Ca. Vivono la prima parte del ciclo evolutivo nel sottosuolo, al riparo dal sole. Alcune specie si cibano delle radici dei prati e delle piante ornamentali, altre di legno morto ed altre ancora di materia organica in decomposizione.

## Biologia

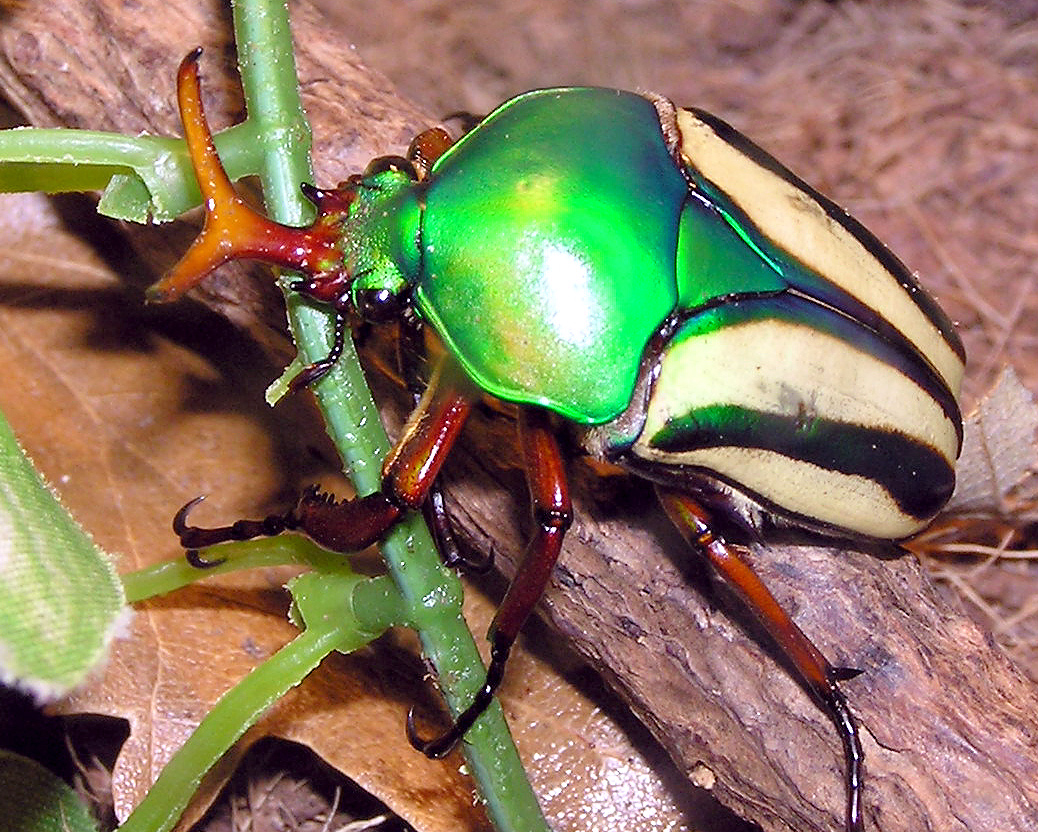
Eudicella gralli.

Agli Scarabeidi appartengono specie dalle variegate abitudini comportamentali: molte sono notturne, ma non mancano specie diurne. Alcune preferiscono nascondersi sotto i sassi o nelle tane scavate nel sottosuolo, altre volano di fiore in fiore o di albero in albero.
Le specie appartenenti a questa famiglia sono prevalentemente coprofaghe (come gli Scarabaeus) o fitofaghe (come i Melolontha, volgarmente chiamati "maggiolini").
Alcune specie sono di notevole utilità ecologica, soprattutto quelle coprofaghe, perché contribuiscono alla decomposizione delle carogne, alla fertilizzazione del suolo e all'attivazione del ciclo dell'azoto.
Le specie fitofaghe, come i cosiddetti maggiolini, si nutrono invece di radici, tuberi o steli di piante minacciando spesso le coltivazioni e le piantagioni.
La presenza delle forti coxa è infatti riconducibile alla loro attività scavatoria nel suolo o nello sterco, così come all'abilità (quasi esclusivamente degli Scarabaeus) di trasportare materiale fecale per interrarlo e deporre le uova.
La maggioranza degli Scarabeidi depone infatti le uova nel sottosuolo nei pressi di accumuli di sterco o materiale organico in decomposizione; o talvolta nel materiale fecale stesso. Interessante è la specie Copris lunaris che non abbandona le uova deposte ma le accudisce finché le larve non si allontanano dalle gallerie.

## Tassonomia
La tassonomia degli Scarabeidi è stata oggetto di molti studi che sono arrivati a delle conclusioni comuni (ma non ancora definitive) solo alla fine del secolo scorso. Una piccola parte di studiosi continua a vedere gli Scarabeidi come un insieme di sottofamiglie a cui farebbero capo taxon come i Trogidae e i Geotrupidae, oggi invece inseriti come famiglie al pari degli stessi Scarabeidi nella più grande superfamiglia degli Scarabeoidi.
Tutt'oggi rimane incerta la natura filogenetica della famiglia dei Geotrupidi (Howden inserì in questo taxon Bolboceratinae, Geotrupinae e Taurocerastinae). Dibattuta è pure la posizione dei Glaphyridae, un tempo considerati una superfamiglia a parte (Hinton, 1967).
Una recente revisione (Bouchard 2011) riconosce le seguenti sottofamiglie viventi:
- Chironinae Blanchard, 1845
- Aegialiinae Laporte, 1840
- Eremazinae Iablokoff-Khnzorian, 1977
- Aphodiinae Leach, 1815
- Aulonocneminae Janssens, 1946
- Termitotroginae Wasmann, 1918
- Scarabaeinae Latreille, 1802
- Dynamopodinae Arrow, 1911
- Phaenomeridinae Erichson, 1847
- Orphninae Erichson, 1847
- Allidiostomatinae Arrow, 1940
- Aclopinae Blanchard, 1850
- Melolonthinae Leach, 1819
- Rutelinae MacLeay, 1819
- Dynastinae MacLeay, 1819
- Cetoniinae Leach, 1815

### Alcune specie

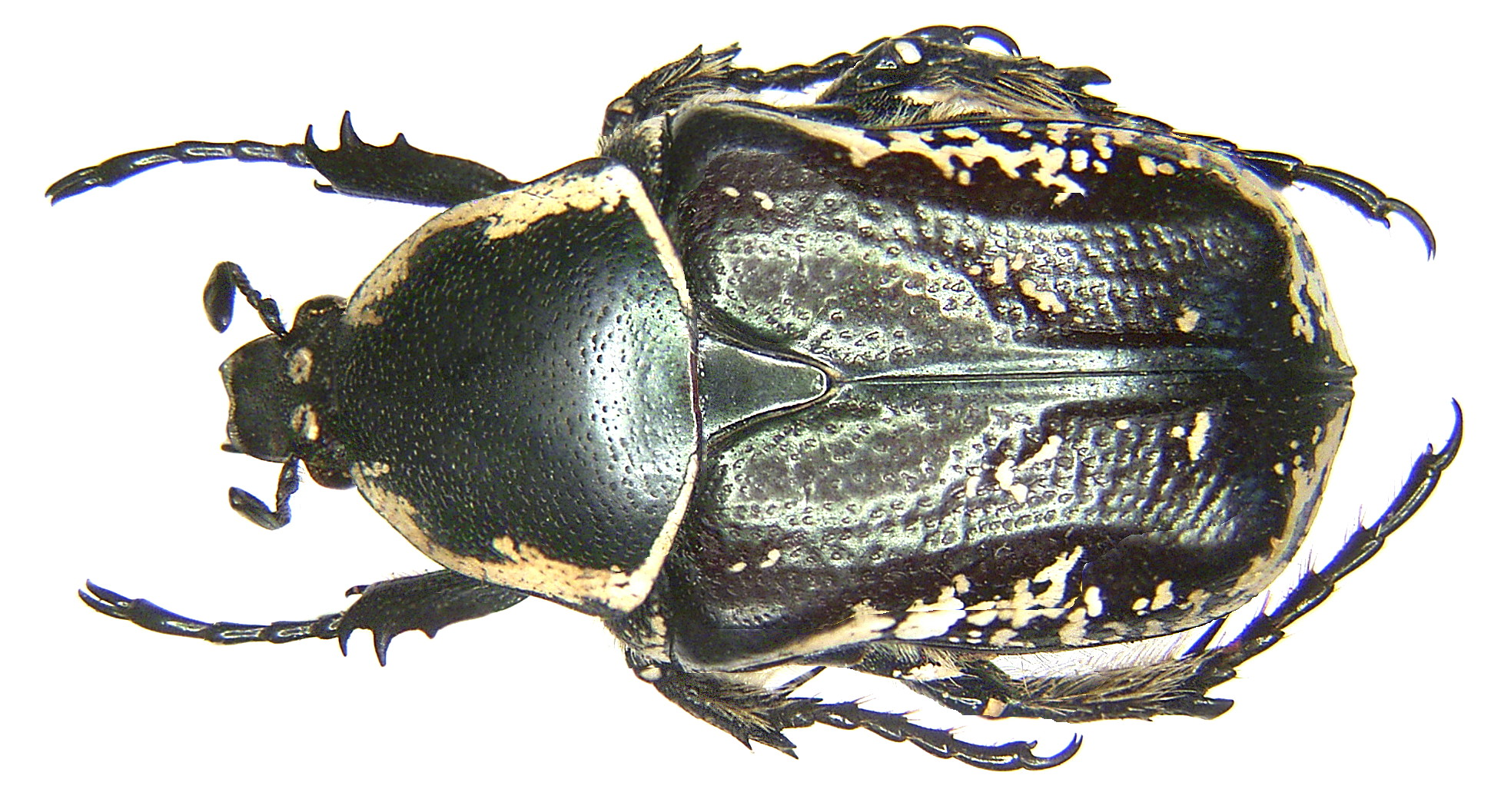
Aethiessa floralis
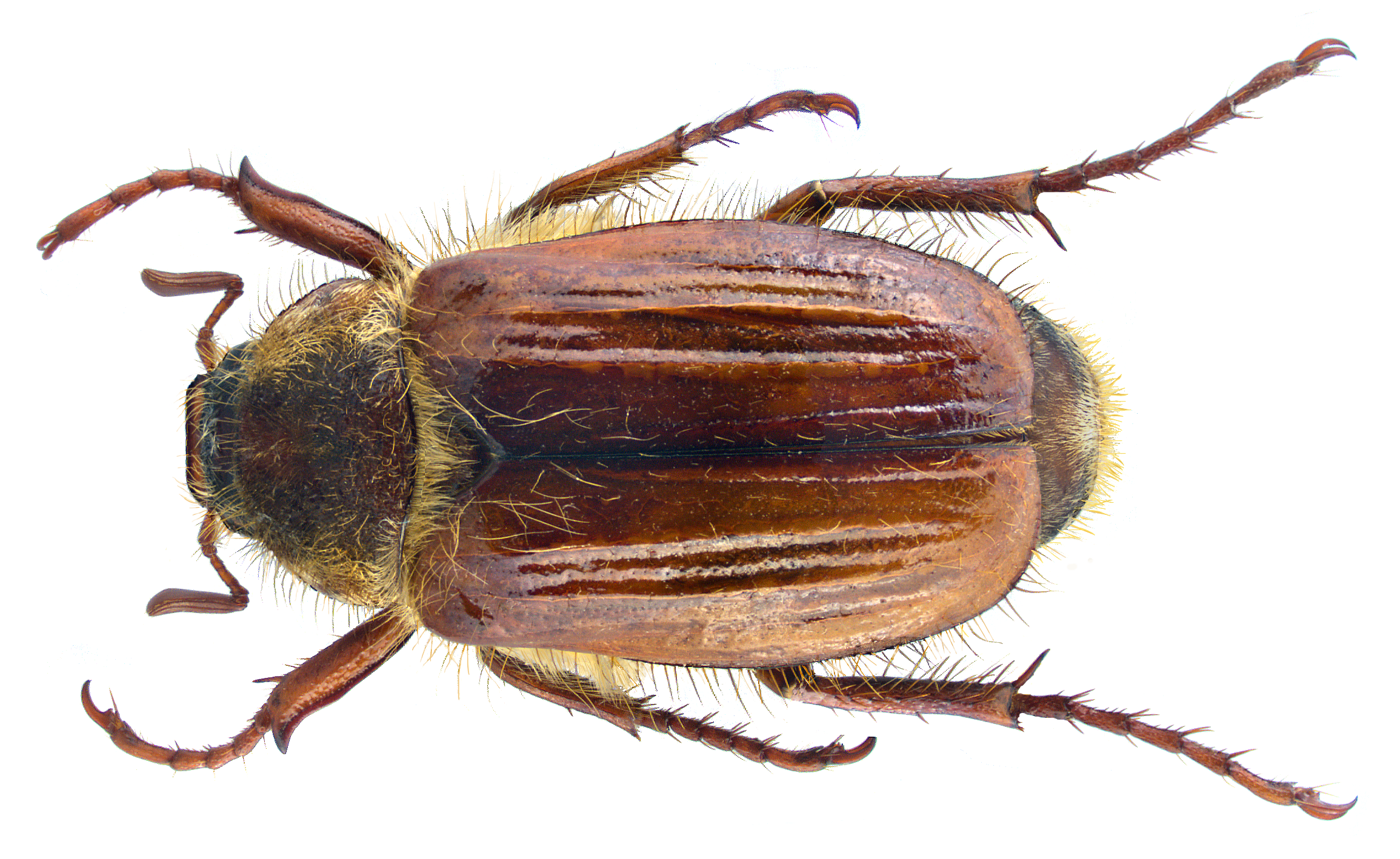
Amphimallon solstitiale
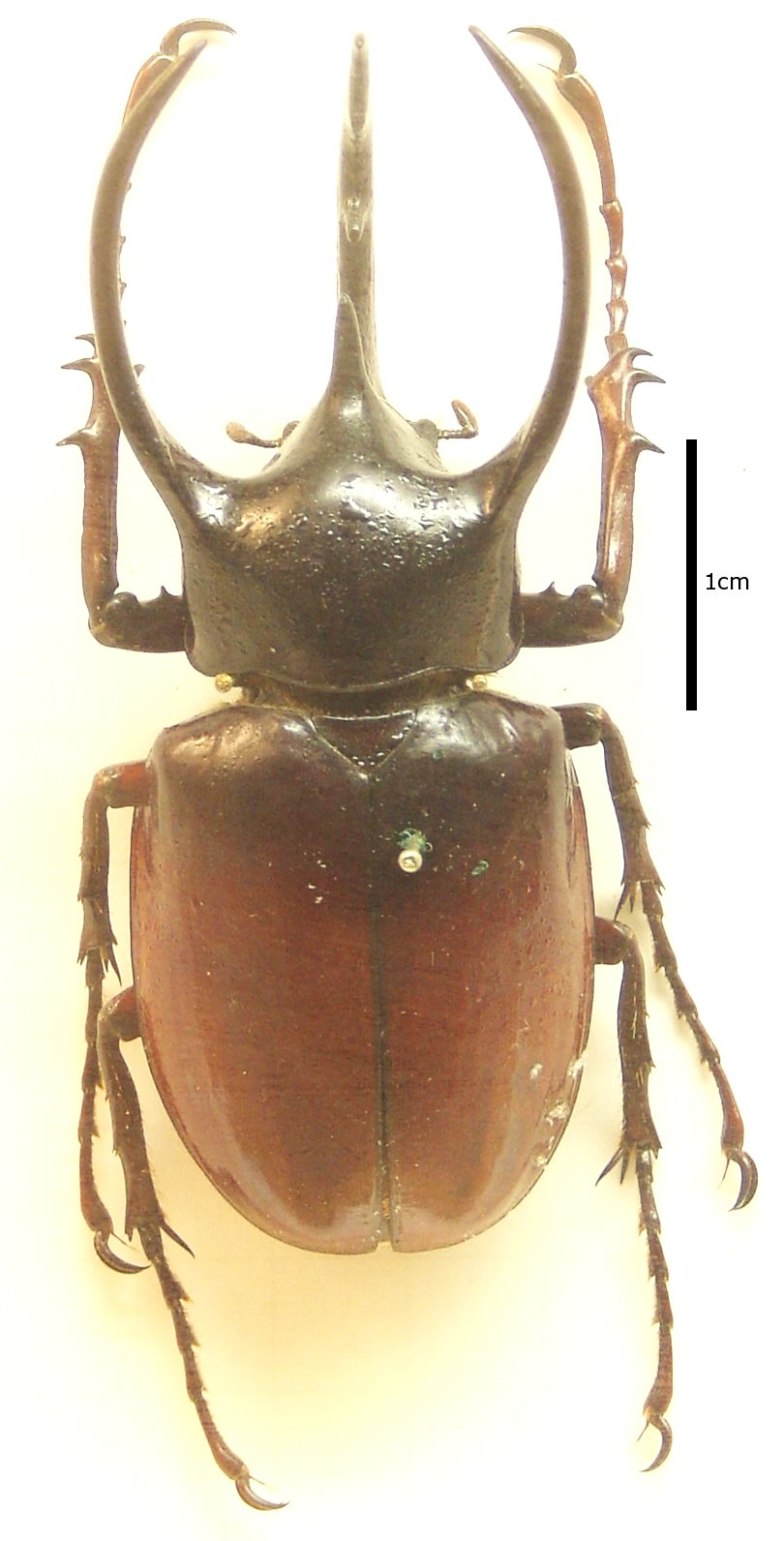
Chalcosoma atlas
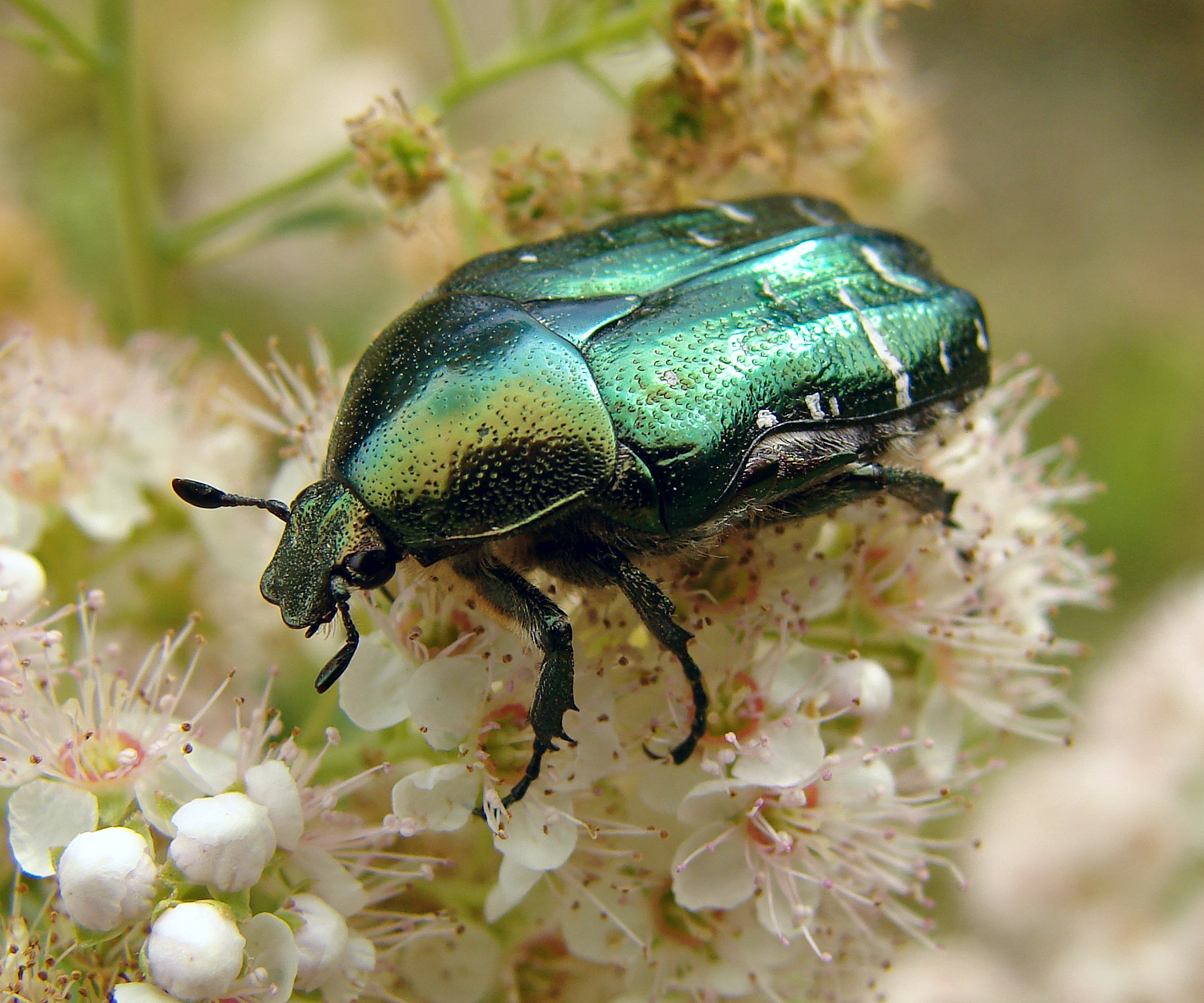
Cetonia aurata
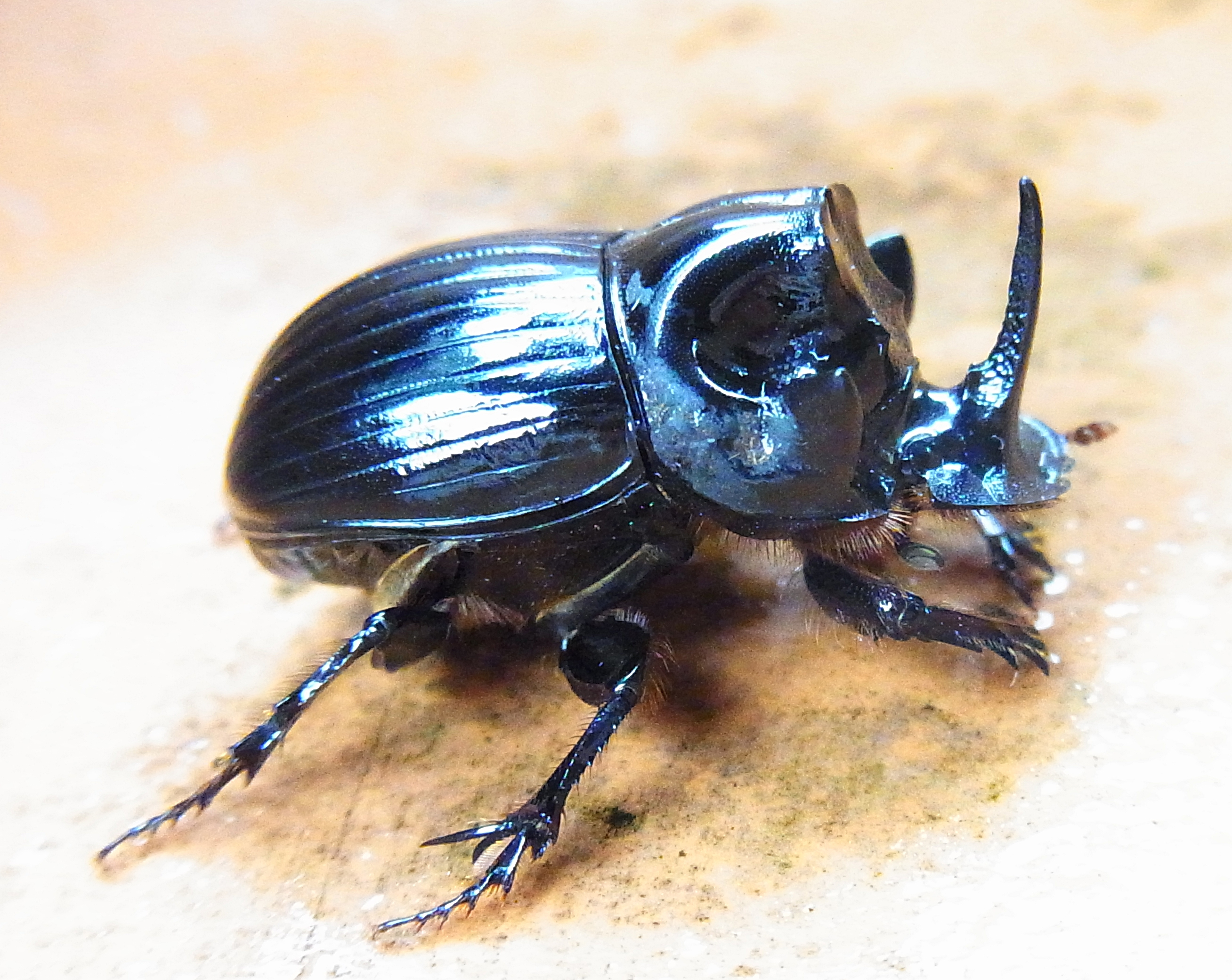
Copris lunaris
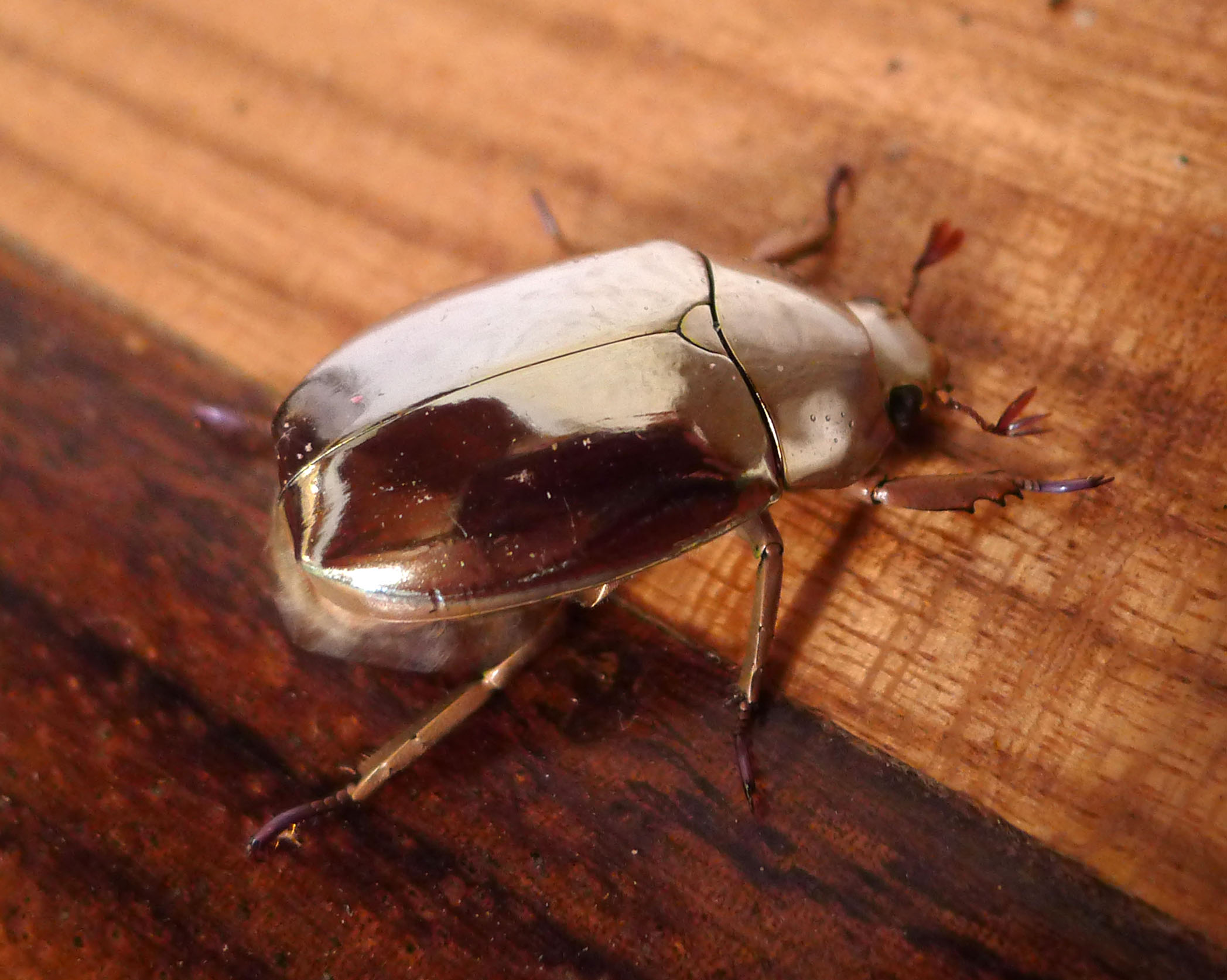
Chrysina resplendens
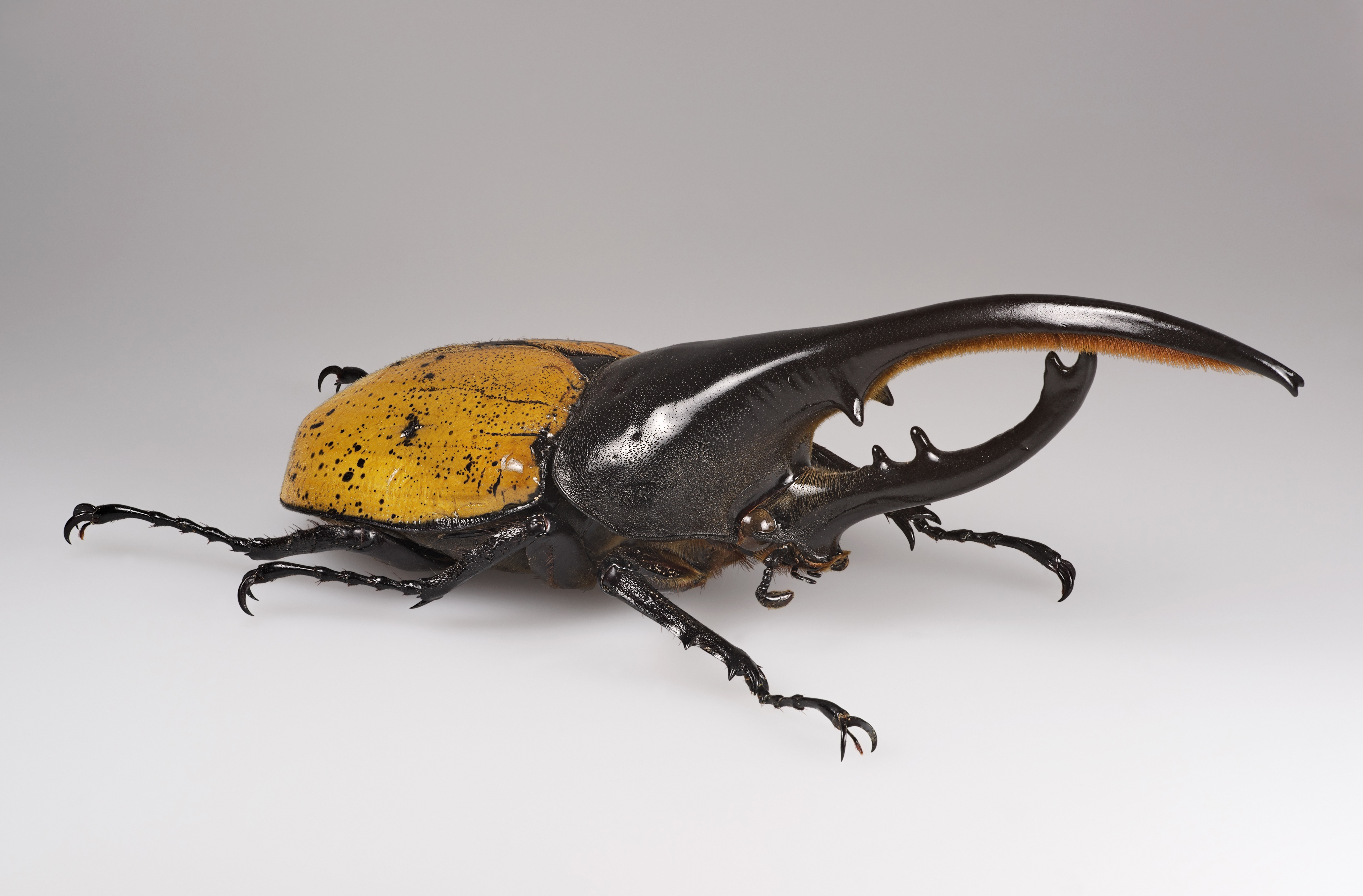
Dynastes hercules
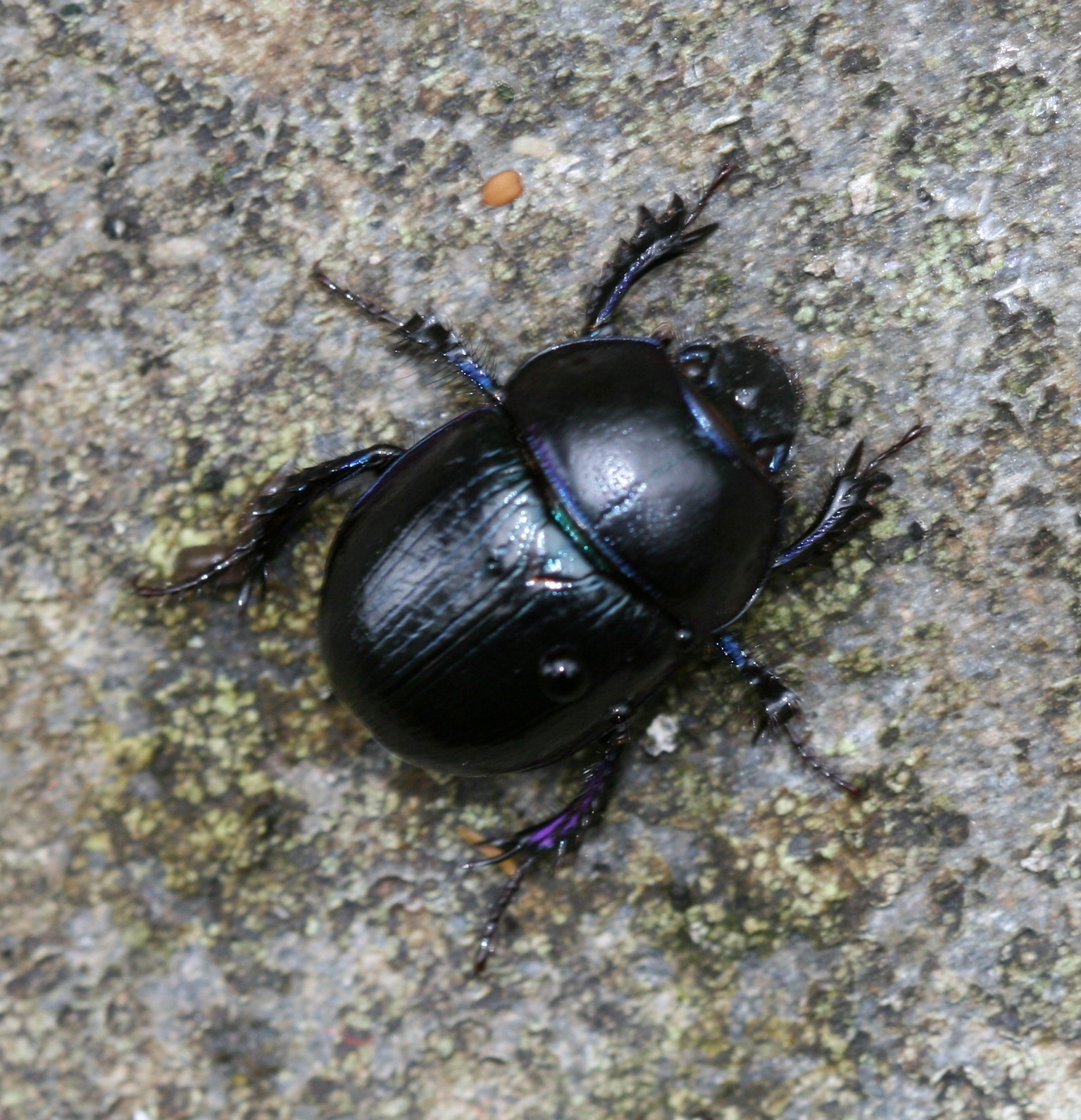
Geotrupes stercorarius
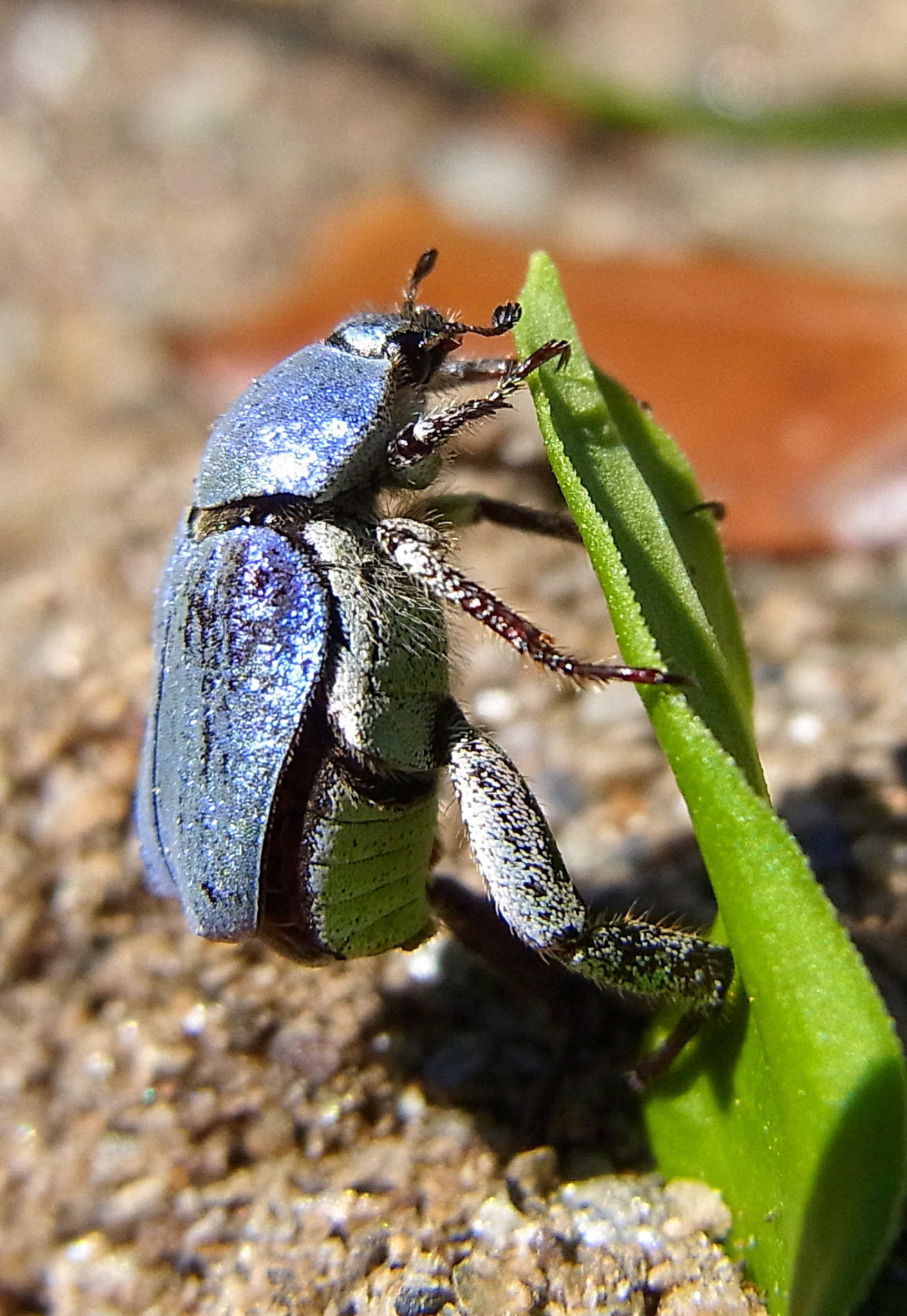
Hoplia coerulea
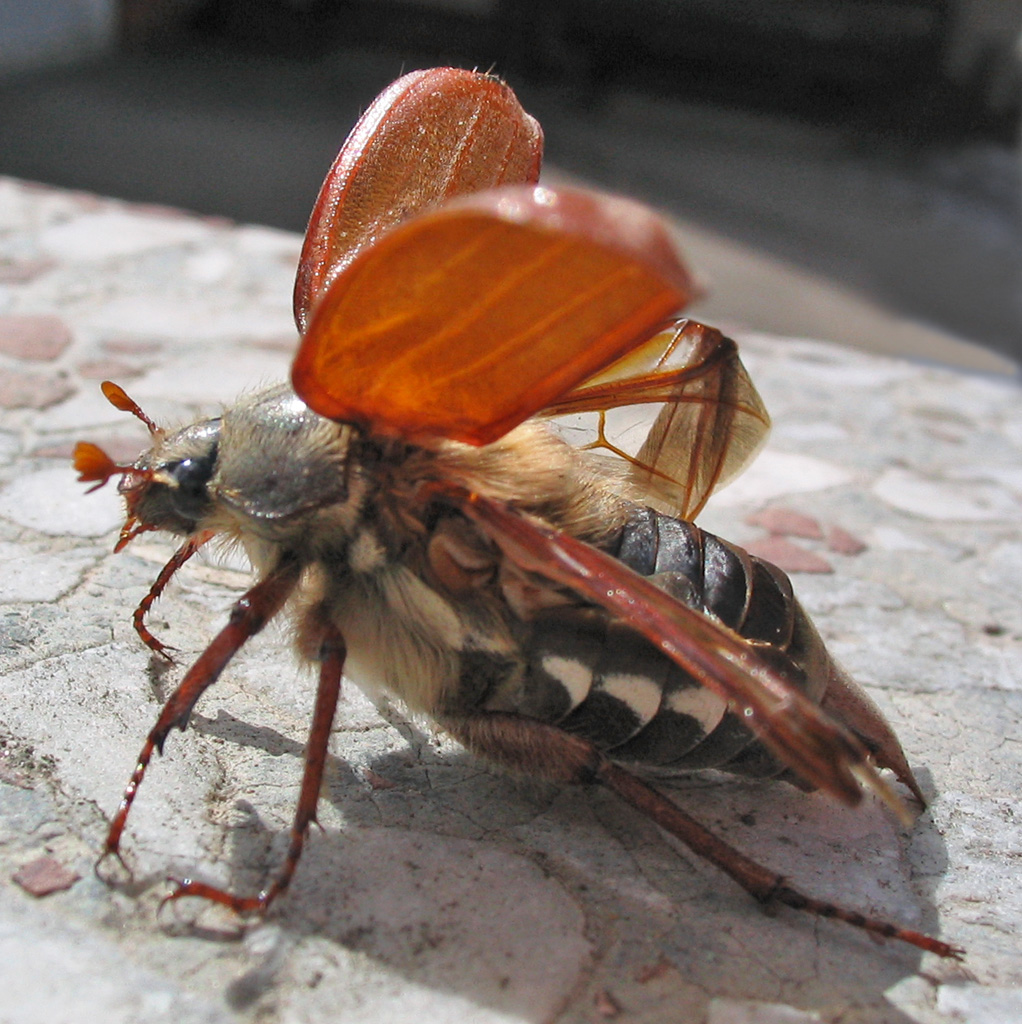
Melolontha melolontha
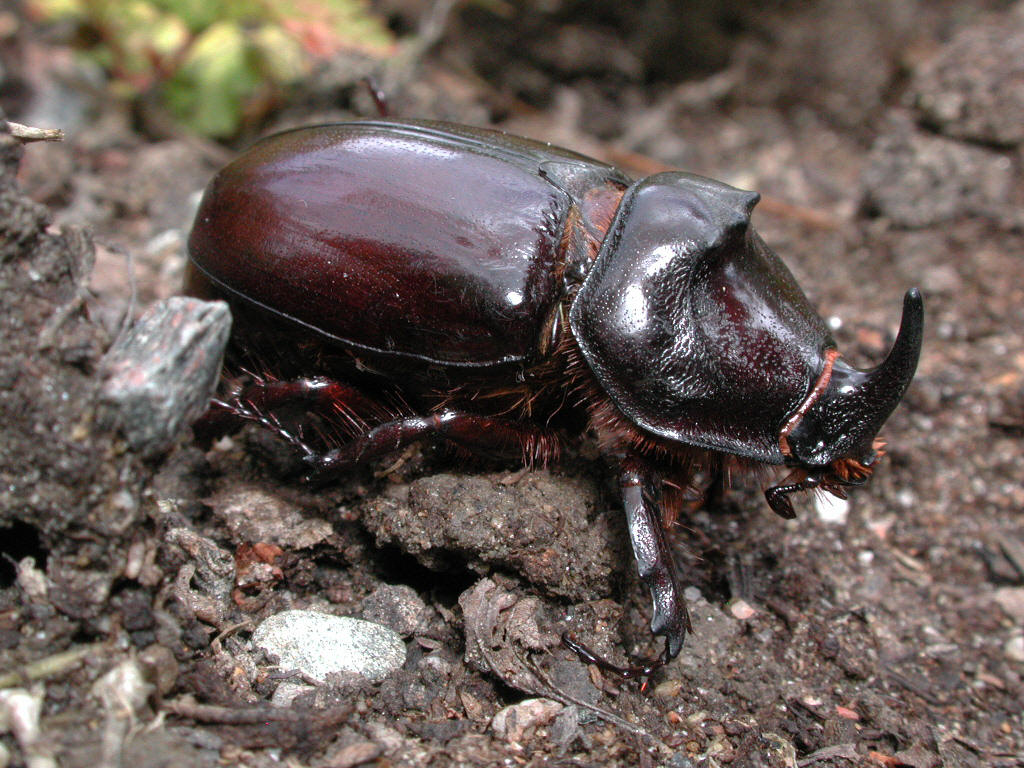
Oryctes nasicornis
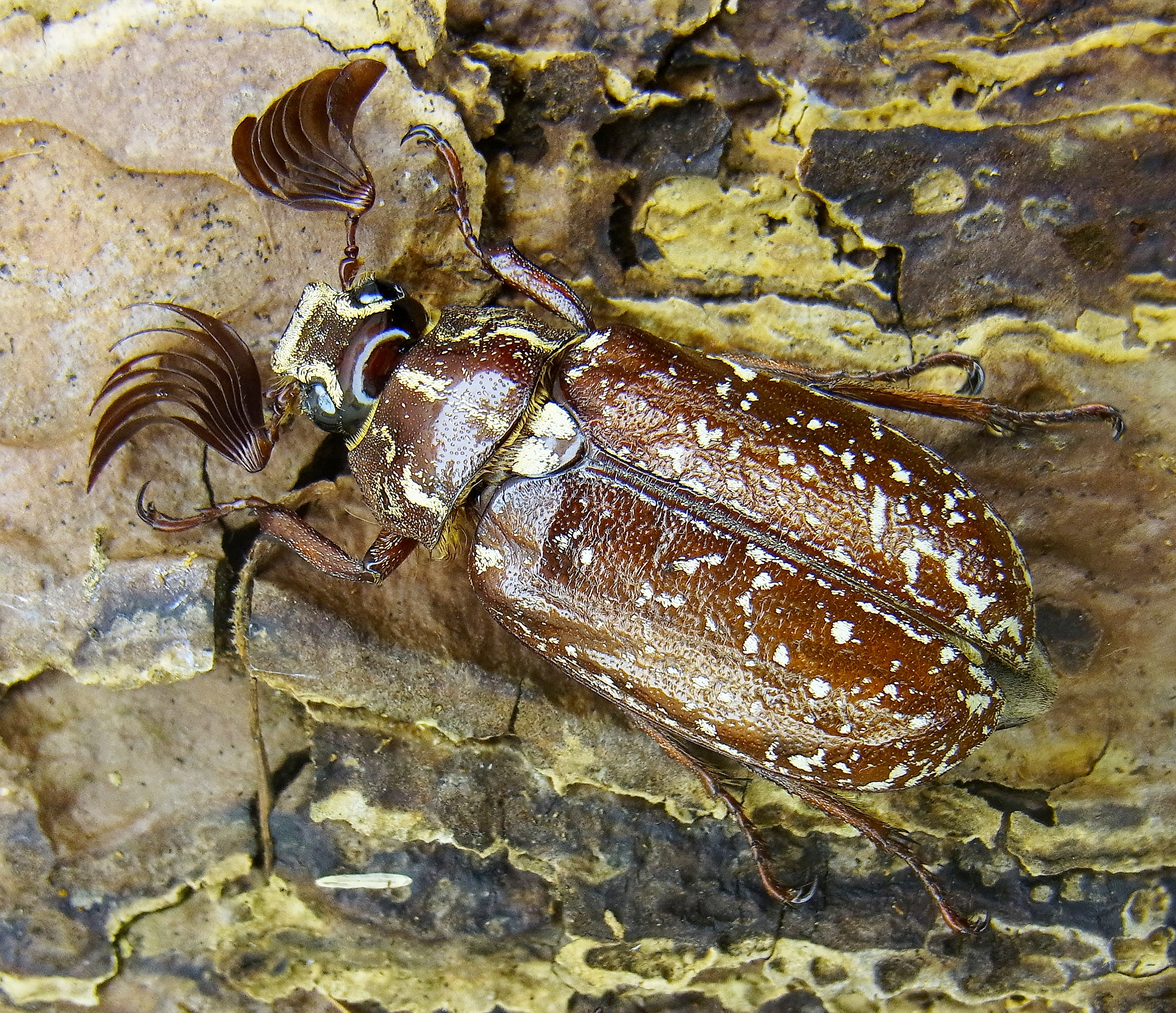
Polyphylla fullo
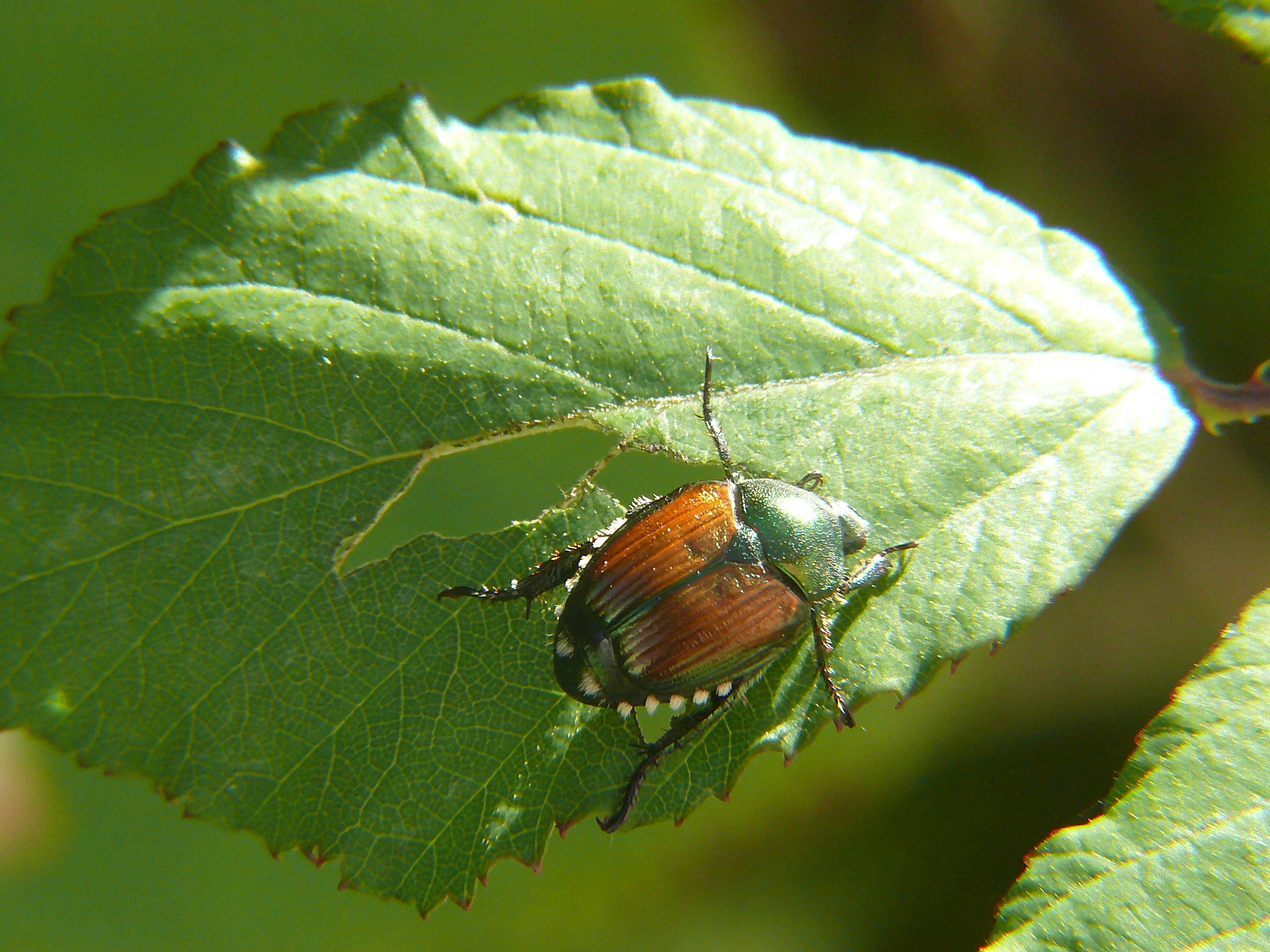
Popillia japonica
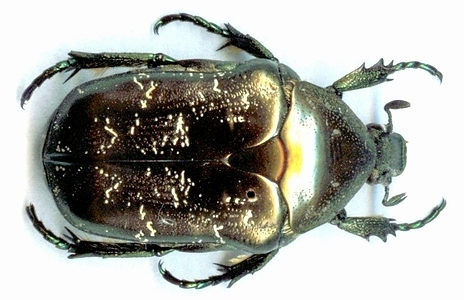
Protaetia lugubris
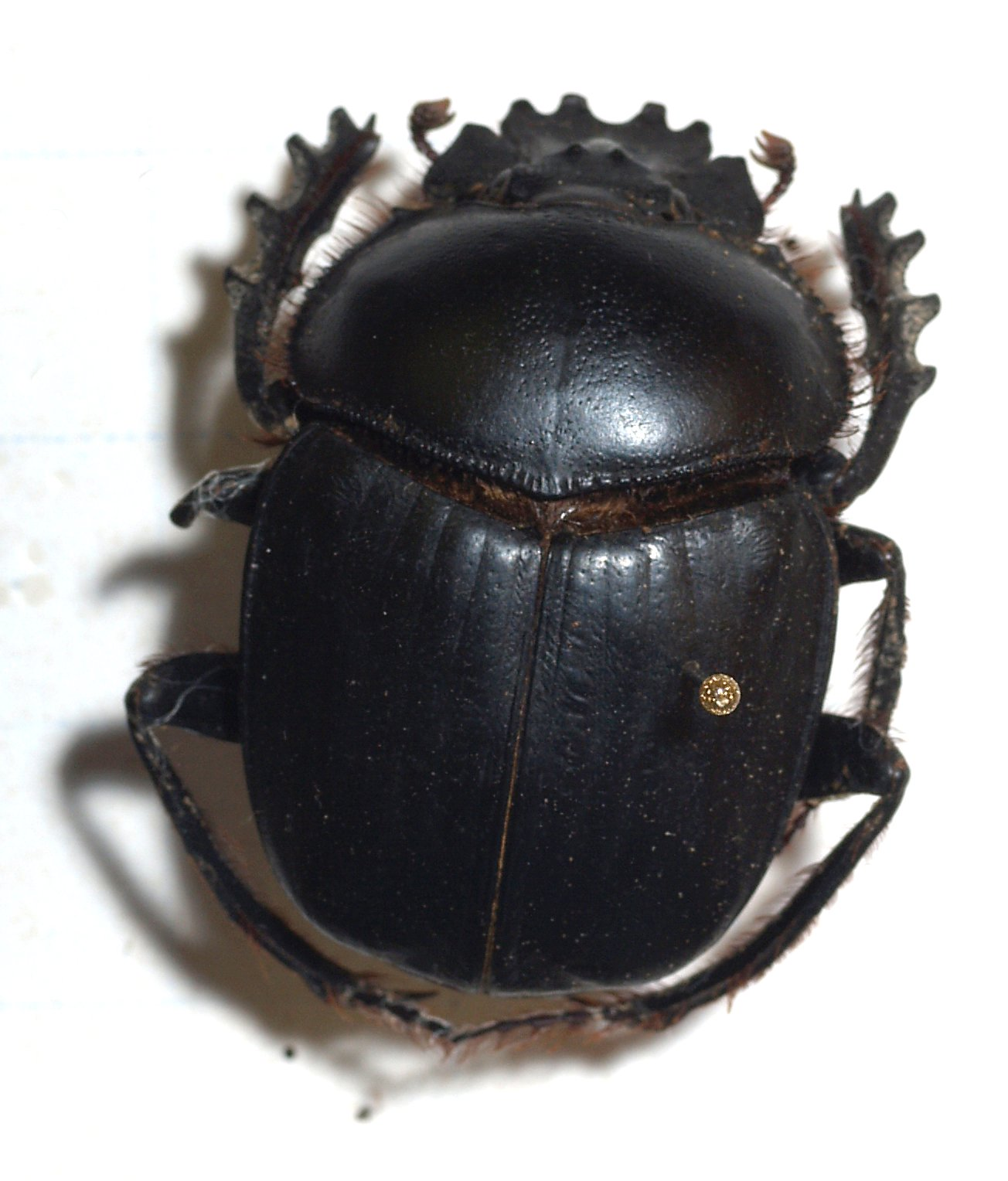
Scarabaeus sacer
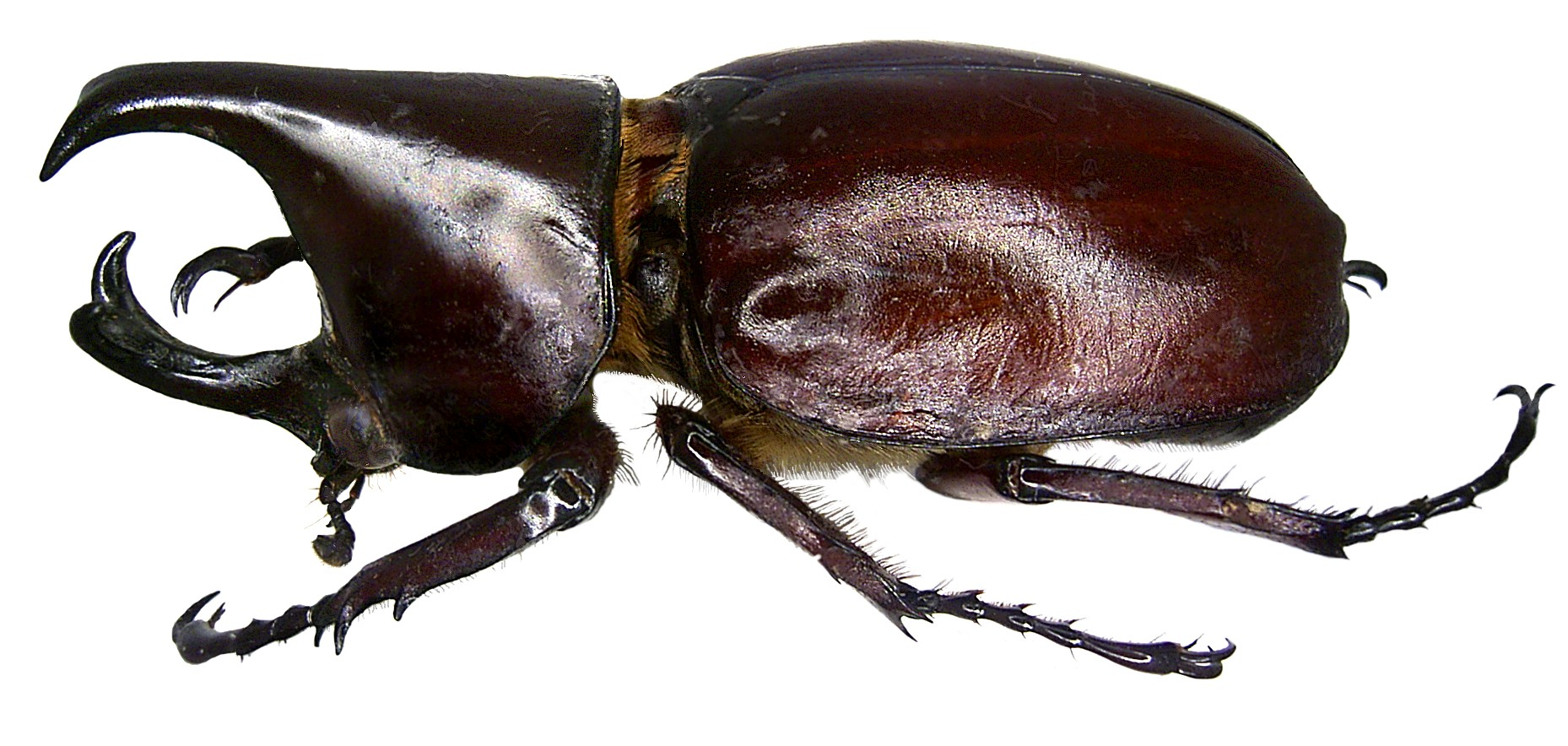
Xylotrupes socrates
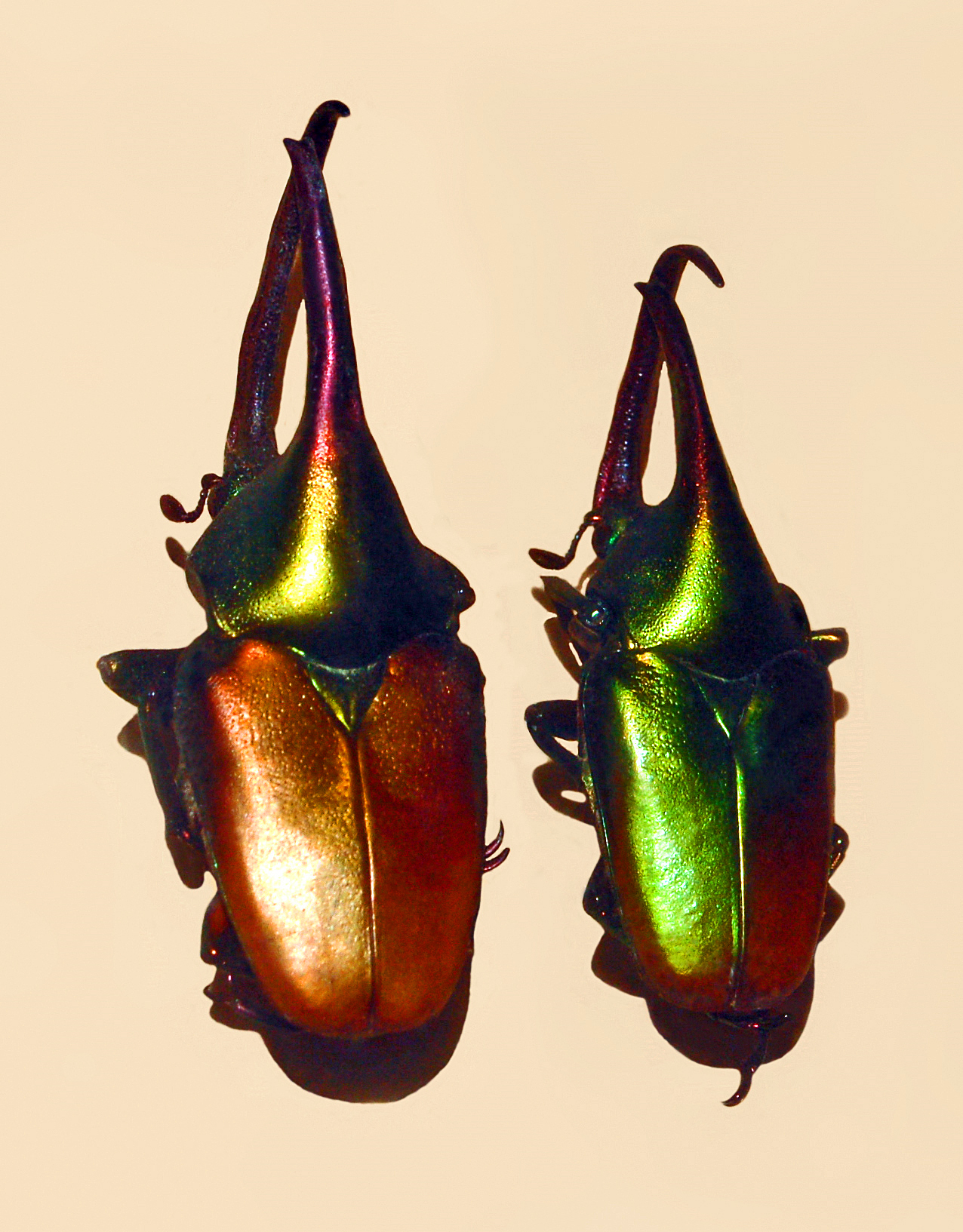
Theodosia viridiaurata